# Ґеорґі Велчев
Ґеорґі Велчев (18 лютого 1891, Варна, Болгарія – 16 квітня 1955, Варна, Болгарія) – болгарський художник. Один із новаторів болгарського мистецтва 20-х років ХХ століття, а також один із найбільших майстрів морського пейзажу.

## Біографія та творчість
Ґеорґі Велчев народився у 1891 році у Варні. Його батьки переїжджають із Жеравни, батько відкриває в місті перший книжковий магазин.
Вступив до Національного художньо-промислового училища в Софії у 1910 році разом із Христо Каварналієвим, Кірілом Дулгеровим і Йорданом Піндіковим, навчався з Іваном Марквічкою і Стефаном Івановим. Переривав навчання двічі у зв'язку з початком воєн. Під час Першої світової війни (1915 – 1918) служив військовим художником у штабі Першої армії: Згодом потрапив у полон вивезений до Франції. Після війни, у 1920 році, закінчив навчання.
Ще у своїх ранніх творах з 1917 по 1920 роки  виявляє тенденцію до більш сучасних і вільних сценічних образів, які тяжіють до імпресіоністичних, постімпресіоністських і символічних інтонацій.
З 1920 по 1922  Велчев живе у Парижі. Чудові твори з використанням олії і гуаші, створені в той час, показують його прихильність до стилістики П'єра Бонара і естетичних принципів візантійців.  Вони створювали символічне мистецтво, яке підносило цінності поетичного споглядання, романтичного, а іноді містичного, погляду на природу і людину, духовну інтуїцію.  Вони створювали естетичну, витончену картину світу з формою, що підкреслювала його сильну, самостійну роль. Твори Ґеорґі Велчева з його паризького періоду є чудовою реінкарнацією цієї естетики, виконуються у вишуканому пост-стилі, мають ліричні настрої і особливе, самотнє таїнство.
У 1923 він проживає в Німеччині – в Мюнхені, Берліні, Бремені. У Карлсруе і Вісбадені добре пройшли виставки. Ґеорґі багато малував у горах Тіролю, відвідав Італію. Був запрошений знаменитим символістом і експресіоністом Генріхом Фогелером до відомої артстудії у Ворпсведе поблизу Бремена.
З 1924 по 1931 рр. живе у Нью-Йорку. Спочатку заробляє на хліб садівником і робітником на фабриці, але не припиняє малювати. Робить вісім виставок, отримуючи гарні відгуки. Успішно продає свої картини. Подорожує до Маямі, Сан-Франциско, Філадельфії, відвідує Канаду та Гаваї.  Економічна криза в США змусила його повернутися до Болгарії, де він залишився на все життя. По дорозі до Європи відвідує Австралію та Китай. Вельчев – був пристрасний мандрівник, що усвідомлював велике значення знань і вільного спілкування в широкому, міжнаціональному культурному середовищі.
У Болгарії художник жив і працював у рідному будинку у Варні.  Продовжував свою невтомну подорож – по селах і містах, в гірських і приморських місцях – і розглядав життя локального болгарського світу.  Він створював у картинах сонячні двори, старі квартали, мости й фонтани, сільські та міські будинки та вулиці. Але його найбільше приваблювало море як малярський мотив. Ці пейзажі особливо напружені, трохи драматичні, а іноді і символічні.  Мариністичні твори Ґеорґі Велчева є неперевершеними в болгарському класичному живописі. Їх можна порівняти з полотнами Александера Мутафова.  Він є активним учасником Болгарської національної морської угоди.
Митець досягає виняткової автентичності та сенсорного впливу зображеного природного середовища. Неймовірне відчуття матеріальності, субстанції сухої породи, морської піни та води, рух хвиль створювалося з легкістю і майстерністю, що притаманні лише великим майстрам.  Живопис Ґеорґі Велчева характеризувався вільністю і виразністю. Його реалізм пізнього періоду творчості збагатився імпресіоністичними і символічними тонами, що надали йому особливої привабливості: романтичної втаємниченості і драми, духовного споглядання, чуттєвого задоволення природою, світлом і матерією.
Ґеорґі Велчев був непохитним і відвертим у висловленні своїх поглядів. Вельми розумний, і такий, що не приховував свою схильність до богемної поведінки, він зазнав серйозних звинувачень з боку колаборантської прокомуністичної влади, що прийшла в Болгарії після 1944 року. Велчев виявився незрозумілим і відкинутим тогочасним болгарським суспільством Помер в бідності і забутті 16 квітня 1955, у віці 64 років. Його найвідоміший автопортрет з 1948 року  зображає зрілого, гідного і вольового творця, в очах якого проглядаються скептицизм і розчарування.

## Художній музей ім. Ґеорґі Велчева
Після смерті художника його брат Володимир Велчев, що жив у США, та його сестра Павліна Велчева вирішили пожертвувати рідний будинок. Він був перетворений на музей у 1961 році.  Першим доглядачем музею стала Павліна Вельчева.
Після тривалого періоду, коли музей не функціонував, у 1996 році він був повністю відновлений і відреставрований художником Руменом Серафимовим. Він був доглядачем музею з 1995 по 2007 рік.  Виставка із 70 картин та малюнків гуашшю формується і виставляється по-новому. Вперше показані твори, створені у Франції та Німеччині між 1920 і 1923 рр., що представляють художника в іншому світлі як одного з новаторів короткострокового болгарського модернізму з початку 1920-х років. Акцент в експозиції зроблений на кращих морських пейзажах художника 1930-х і 1940-х років, в яких він постає неперевершеним майстром живопису Болгарії.
Музей має п'ять виставкових залів загальною площею 100 кв.м. і колекцію з 239 творів. З 2008 року є філією галереї мистецтв „Борис Георгиев“ у Варні.

## Публікації
У 1970 році вийшла у світ () книга-альбом „Георги Велчев“ (автор і упорядник Вічо Іванов, Державне видавництво Варни). Основний текст видання узагальнений французькою та російською мовами, включаючи 48 чорно-білих репродукцій, а також ескізи з альбому художника.
У зв'язку зі святкуванням 125-річчя з дня народження художника у 2016, Державне художнє видавництво Варни випустило ювілейний каталог болгарського мистецтва. На 160 сторінках опубліковані тексти художників Пламена Димитрова-Рачева, Ружа Марінського і Румена Серафимова, а також детальна біографія Ґеорґі Велчева, в якій окрім фактів життя перераховані всі його виставки в Болгарії та за кордоном. Видання містить 164 кольорових репродукції найкраще збережених творів Ґеорґі Велчева та 21 чорно-білу фотографію, що ілюструє моменти його життя.

## Твори
- „Воденицата на Мария Антоанета“,
- „Нос Св. Галина“,
- „Тревога в рибарския град“,
- „Буря във Варна“